# Morze Barentsa

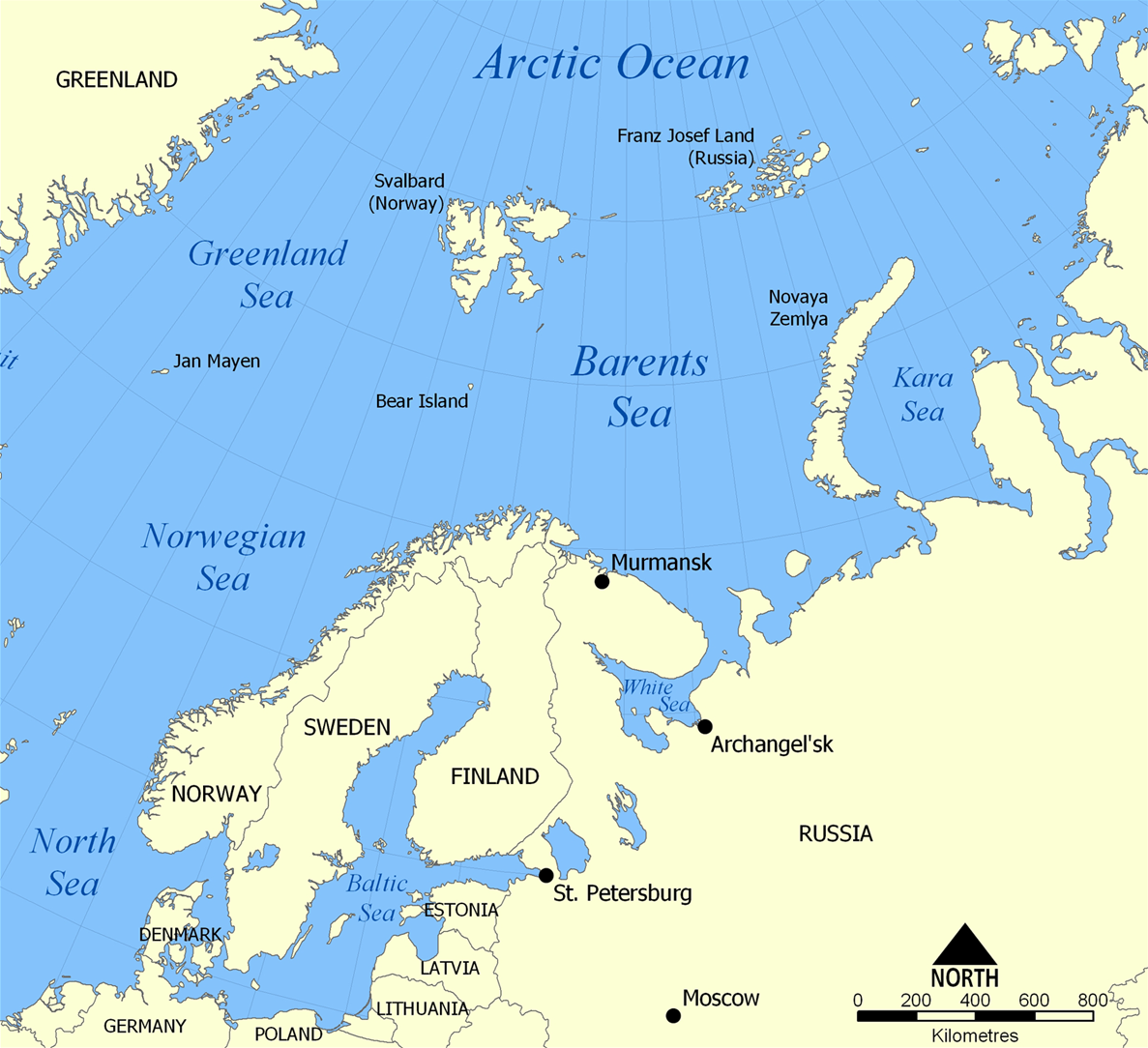
Mapa – Morze Barentsa

Morze Barentsa (norw. Barentshavet, ros. Баренцево море), do 1853 Morze Murmańskie – marginalne morze przybrzeżne w Oceanie Arktycznym, między Europą Północną, archipelagami Svalbard i Ziemią Franciszka Józefa oraz Wyspą Niedźwiedzią i Nową Ziemią. Na zachodzie łączy się z Morzem Norweskim. Powierzchnia morza 1424 tys. km², średnia głębokość 229 m, głębokość maksymalna 600 m. Objętość 316 tys. km³. Morze znajduje się na szelfie kontynentalnym. Południowo-zachodnia część morza nie zamarza w zimie ze względu na wpływ ciepłego prądu Północnoatlantyckiego. Południowo-wschodnia część morza znana jest jako Morze Peczorskie. Morze Barentsa ma duże znaczenie dla transportu i rybołówstwa – istnieją tutaj ważne porty – Murmańsk (Rosja) i Vardø (Norwegia). Przed II wojną światową, dostęp do Morza Barentsa miała również Finlandia: Petsamo było jedynym wolnym od lodu portem. Poważnym problemem jest radioaktywne zanieczyszczenie morza ze względu na działalność rosyjskiej floty jądrowej i norweskiego zakładu do przetwarzania odpadów radioaktywnych. Ostatnio część morskiego szelfu Morza Barentsa w kierunku Spitsbergenu stała się przedmiotem sporów terytorialnych Rosji i Norwegii (jak również innych państw), głównie z powodu występujących tu znacznych zasobów gazu ziemnego.

## Historia badań

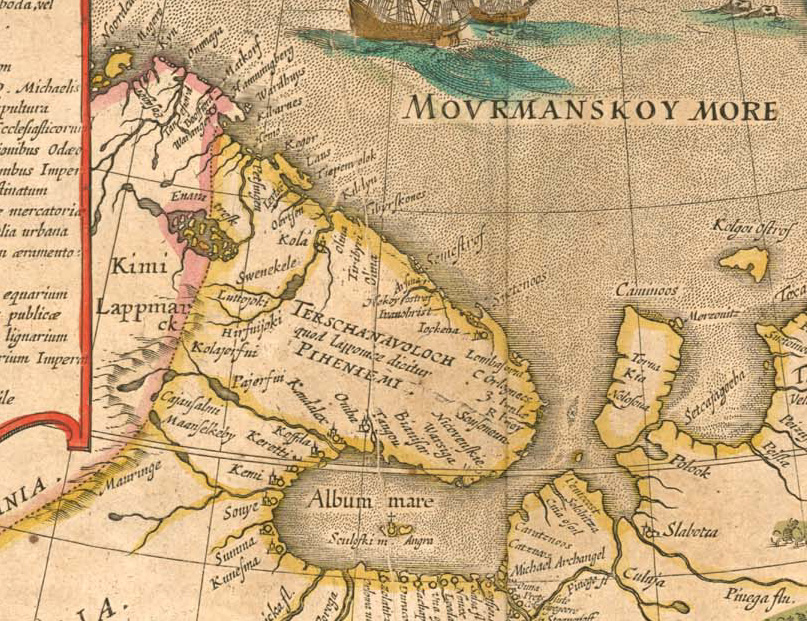
Morze Barentsa (Murmańskie) na mapie z 1614 r.

Brzegi Morza Barentsa były zamieszkane od czasów antycznych przez ugrofińskie plemiona Lapończyków. Pierwsze wizyty nowożytnych Europejczyków (wikingowie, a potem kupcy z Nowogrodu) rozpoczęły się prawdopodobnie od końca XI wieku, a następnie stawały się coraz częstsze. Morze Barentsa zostało nazwane w 1853 r. na cześć holenderskiego nawigatora Willema Barentsa. Naukowe badania nad morzem rozpoczęła ekspedycja Fiodora Litkego 1821-1824, a pierwsza kompletna i dokładna charakterystyka hydrologiczna morza została dokonana przez zespół rosyjskich naukowców płynących drewnianym statkiem badawczym „Н. М. Книпович” („Mikołaj Knipowicz”) na początku XX w.

## Oceaniczne i lądowe granice
Akwen ten położony jest na obrzeżach Oceanu Arktycznego, na granicy z Atlantykiem, między północnym wybrzeżem Europy na południu i wyspami Wajgacz, Nową Ziemią, Ziemią Franciszka Józefa na wschodzie oraz Svalbardem i Wyspą Niedźwiedzią od zachodu.

## Morskie granice
Na zachodzie graniczy z basenem Morza Norweskiego, granica przebiega od Przylądka Południowego (Sorkapp) na Spitsbergenie przez Wyspę Niedźwiedzią po Przylądek Północny (Nordkapp) w Norwegii, na południu – z Morzem Białym, granica biegnie pomiędzy przylądkami Swiatoj Nos na Półwyspie Kolskim a Kanin Nos na Półwyspie Kanin, na wschodzie – z Morzem Karskim, pomiędzy Wajgaczem a Nową Ziemią oraz dalej na północ pomiędzy Przylądkiem Pragnienia (Mys Żelanija) na Nowej Ziemi a Przyl. Kohlsaat (ros. Мыс Кользат) na Wyspie Grahama Bella najdalej na wschód wysuniętej wyspie archipelagu Ziemi Franciszka Józefa, od północy – z Oceanem Arktycznym, od Przylądka Meri-Harmsour na Ziemi Aleksandra przez Wyspę Victorii i Wyspę Białą do Ziemi Północno-Wschodniej w archipelagu Svalbard. Obszar Morza Barentsa, położony na wschód od wyspy Kołgujew, nosi nazwę Morza Peczorskiego.

## Linia brzegowa
Wybrzeża Morza Barentsa zwłaszcza Spitsbergenu, Norwegii oraz części Nowej Ziemi są głównie fiordowe: wysokie, skaliste i mocno poszarpane. Północne wybrzeża są głównie lodowe (abrazja termiczna), występują przede wszystkim na Ziemi Franciszka Józefa, północnej części Nowej Ziemi oraz na Ziemi Północno-Wschodniej. Nieco większe zróżnicowanie występuje na południowych wybrzeżach. W zachodniej części półwyspu Kolskiego występują brzegi silnie rozczłonkowane przez lejkowate ujścia rzeczne, natomiast wschodnia część, niższa, ma brzegi bardziej wyrównane. Na półwyspie Kanin przeważają wybrzeża wyrównane (erozyjno-akumulacyjne), w Zatoce Czoskiej abrazyjno-zalewowe, a dalej na wschód aż po Zatokę Chajpudyrską występują wybrzeża deltowe. W obrębie Morza Barentsa występują zatoki. Mniejsze to Porsangerfjorden, Tanafjorden, Varangerfjorden w Norwegii, zatoki Motowska i Kolska na półwyspie Kolskim. Duże, płytkie zatoki występują na wschód od półwyspu Kanin, są to Zatoki: Czoska, Chajpudyrska i Morze Peczorskie. Istnieje jeszcze kilka mniejszych zatok.

## Archipelagi i wyspy
W obrębie Morza Barentsa wysp jest niewiele. Największa z nich to wyspa Kołgujew. Od zachodu, północy i wschodu, morze jest ograniczone archipelagami Svalbardu, Ziemi Franciszka Józefa i Nowej Ziemi oraz pojedynczymi wyspami: Wajgacz, Wyspa Biała, Wyspa Victorii, Wyspa Niedźwiedzia.

## Hydrografia
Do największych rzek wpływających do Morza Barentsa należą Peczora i Indiga.

### Prądy i pływy
Na powierzchni morza prądy morskie tworzą krąg w lewo. Morze Barentsa jest obszarem, przez który do basenu Morza Arktycznego wprowadzane są ciepłe i silnie zasolone wody atlantyckie. Transportowane są one przez Prąd Norweski, a następnie po jego bifurkacji przez Prąd Nordkapski, który wprowadza wody atlantyckie do Morza Barentsa i dalej do Morza Karskiego. Wzdłuż zachodniej granicy Morza Barentsa na Morzu Norweskim płynie ciepły Prąd Zachodniospitsbergeński, którego wody przenikają również na Morze Barentsa. Z północy i północnego wschodu, na północne i wschodnie części Morza Barentsa, napływają chłodne i wysłodzone, a przez to „lekkie”, Powierzchniowe Wody Arktyczne. W efekcie wprowadzania do Morza Barentsa ciepłych wód atlantyckich jego południowo-zachodnia część nigdy nie zamarza. Dalej, w części północno-wschodniej morza, ciepło z wód atlantyckich wpływa na opóźnienie w tworzeniu się i przyspieszenie topnienia lodów morskich. W centralnej części morza istnieje system współśrodkowych prądów. Obieg wody morskiej jest pod wpływem zmian wywołanych silnymi wiatrami i wymianą wód z morzami przyległymi. Duże znaczenie, zwłaszcza u wybrzeży mają pływy morskie. Najwyższą wartość 6,1 m osiągają na wybrzeżach półwyspu Kolskiego, w innych miejscach wahają się od 0,6 do 4,7 m.

### Wymiana wody
Wymiana wody z morzami przyległymi ma duże znaczenie dla bilansu wodnego Morza Barentsa. W ciągu roku na morze, dostaje się (i uchodzi z niego) około 76 000 km³ wody, co stanowi około 1/4 z całkowitej objętości wody morskiej. Największe ilości wody (59 000 km³/rok) przynosi ciepły Prąd Nordkapski, który ma ogromne możliwości wpływu na system hydrometeorologiczny morza. Całkowity dopływ wody rzekami do morza wynosi średnio około 200 km³ rocznie.

### Zasolenie
Wartość stopnia zasolenia Morza Barentsa wykazuje zmienność poziomą (przestrzenną), pionową i sezonową. Średnie zasolenie wód powierzchniowych w morzu w ciągu roku wynosi w części południowo-zachodniej 34,7–35,0‰, na wschodzie 33,0–34,0‰, a w części północnej 32,0–33,0‰. W pasie nadbrzeżnym morza wiosną i latem zasolenie jest obniżone do 30–32‰, pod koniec zimy wzrasta do 34,0–34,5‰. Wody powierzchniowe są słabiej zasolone od wód głębinowych.

## Geologia
Morze Barentsa jest częścią prekambryjskiej płyty kontynentalnej zbudowanej z różnorodnych struktur wiekowych, które w permie i mezozoiku przeszły kilka etapów denudacji. Efektem było powstanie kilku antekliz i synekliz widocznych w reliefie dna morskiego. Widoczne są także pozostałości dawnej linii brzegowej na głębokości 200 i 70 m. Dno pokrywają liczne osady polodowcowe oraz grzebienie piasku utworzone przez silne prądy przybrzeżne.

### Rzeźba dna
Dno Morza Barentsa jest podwodną równiną z falistą powierzchnią, lekko nachyloną na zachód i północny wschód. Morze znajduje się w strefie szelfowej, ale w odróżnieniu od innych mórz ma wiele głębokości 300–400 m, średnia głębokość wynosi 229 m, a maksymalna 600 m. Występują liczne podmorskie wzniesienia i rynny – biegnące w różnych kierunkach, jak również istnieje wiele małych (3–5 m) nierówności na głębokości mniejszej niż 200 m oraz terasowatych półek na stokach. W obrębie dna wydzielono równiny – Płaskowyż Centralny, wzniesienia (Centralne, Perseusza – minimalna głębokość 63 m), depresje (Centralna, maksymalna głębokość 386 m) i rynny (Zachodnia, maksymalna głębokość 600 m), Franz-Victoria (430 metrów). W południowej części głębokość jest przeważnie mniejsza niż 200 m.

### Gleby
Pokrywa osadów w południowej części Morza Barentsa zdominowana jest przez piasek, w niektórych miejscach występują głaziki i żwir. W wyższej części Wzniesienia Centralnego i północnej części morza przeważa mulisty piasek oraz piaszczysty muł, a w obniżeniach – ił. Wszędzie istnieją domieszki gruboziarnistego materiału, który jest związany z działalnością lodowcową. Miąższość osadów w północnej i środkowej części jest mniejsza niż 0,5 m, w wyniku czego na oddzielonych od siebie wzniesieniach starsze osady są prawie na powierzchni. Wolne tempo powstawania osadów (mniej niż 30 mm na 1000 lat) ma związek ze słabym napływem osadów terygenicznych – w Morzu Barentsa ze względu na szczególne cechy nadbrzeżnych terenów nie ma zrzutów osadów z dużych rzek (z wyjątkiem Peczory, która swoje osady aluwialne osadza u ujścia), oraz ze względu na charakter brzegów zbudowanych głównie ze skał krystalicznych.

## Klimat
Klimat Morza Barentsa jest polarny morski. Charakterystyczne są długie zimy, krótkie chłodne lato, niskie roczne amplitudy temperatury, duża wilgotność względna powietrza. Wynika to z położenia Morza Barentsa w wysokich szerokościach geograficznych poza kręgiem polarnym, pomiędzy ciepłym Oceanem Atlantyckim a chłodnym Oceanem Arktycznym. W północnej części morza dominuje powietrze arktyczne, w południowej umiarkowane masy powietrza związane z przemieszczaniem się niżu islandzkiego, którego granicą na północy jest front arktyczny. Zimą w centralnej części Morza Barentsa rozwija się intensywna działalność cyklonalna, której skutkiem są często zmieniające się silne wiatry, częste sztormy, duże wahania temperatury, zmienia się także ilość opadów. Średnia temperatura w miesiącach najzimniejszych w północno-wschodniej części morza wynosi –20,8 °C, w południowo-zachodniej i centralnej części morza –2,0 °C do –4,0 °C, na wschodzie (Kołgujew) –14 °C oraz w południowo-wschodniej części –17 °C. Lato jest krótkie i chłodne. W południowej części morza w lipcu średnia temperatura wynosi +7 °C, na wyspach Ziemi Franciszka Józefa od 0 °C do –2 °C. W północnej części morza spada 100–200 mm opadów rocznie, podczas gdy na południu 400–500 mm. Zimą nad morzem dominują wiatry południowo-zachodnie, wiosną i latem północno-wschodnie. W ciągu roku występuje silne zachmurzenie.

### Stopień zlodzenia
Trudne warunki klimatyczne w północnej i wschodniej części Morza Barentsa mają wpływ na silne zlodzenie. Przez cały rok pozostaje wolna od lodu tylko południowo-zachodnia część morza. Największy zasięg pokrywy lodowej jest w kwietniu, kiedy około 75% powierzchni morza jest zajęte przez pływający lód. W skrajnie chłodnych zimach lód dryfujący bezpośrednio dociera do wybrzeży Półwyspu Kolskiego. Najmniejsza ilość lodu przypada na koniec sierpnia. Aktualnie granica lodu przebiega mniej więcej wzdłuż 78°N. W północno-zachodniej i północno-wschodniej części morza lód jest przez cały rok, ale w ciepłych latach morze jest całkowicie wolne od lodu.

### Temperatura wód
Napływ ciepłych wód z Atlantyku ma wpływ na stosunkowo wysoką temperaturę i zasolenie w południowo-zachodniej części morza. W lutym-marcu temperatura wody na powierzchni wynosi od +3 °C do +5 °C, w sierpniu wzrasta do +7 °C, +9 °C. Na północ od 74°N oraz w południowo-wschodniej części morza zimą temperatura wody na powierzchni wynosi poniżej –1 °C, a latem na północy od +4 do 0 °C, w południowo-wschodniej części +4 °C, +7 °C. Latem w strefach przybrzeżnych powierzchnia warstwy ciepłej wody ma 5-8 metrów grubości, może się ocieplić nawet do 11–12 °C.

## Flora i fauna
Morze Barentsa jest zasobne w różne rodzaje ryb, kryl, plankton i bentos. W południowym pasie przybrzeżnym występują w rozproszeniu wodorosty. Spośród 114 gatunków ryb żyjących w Morzu Barentsa, najważniejszymi dla rybołówstwa jest 20 gatunków: dorsz, plamiak, śledź, karmazyn, zębacz, flądry, halibut i inne. Spośród ssaków występują tu m.in.: niedźwiedź polarny, nerpa obrączkowana, lodofoka grenlandzka, wieloryb grenlandzki. Na wybrzeżach występują liczne kolonie ptaków – alki, nurniki aleuckie, mewy. W XX wieku został introdukowany krab kamczacki (czerwony krab królewski), który był w stanie dostosować się do nowych warunków życia i zaczyna rozmnażać się bardzo intensywnie. Powoduje to wielkie zaniepokojenie lokalnych ekologów i miejscowych rybaków, ponieważ krab zjada wszystko. Jest gatunkiem inwazyjnym stopniowo wypierającym gatunki rodzime. W strefie dennej morza występują różne gatunki szkarłupni, rozgwiazd i jeżowców.

## Znaczenie gospodarcze
Morze Barentsa ma duże znaczenie gospodarcze dla Federacji Rosyjskiej, a także Norwegii i innych krajów.

### Przemysł spożywczy i morski
Morze jest bogate w różne rodzaje ryb, plankton, bentos i w związku z tym jest obszarem intensywnych połowów. Ponadto biegną tędy bardzo ważne drogi morskie łączące europejską część Rosji z portami zachodnich (z XVI wieku) i wschodnich krajów (od XIX wieku) oraz z Syberią (z XV w.). Głównym i największym portem wolnym od lodu jest Murmańsk – stolica obwodu murmańskiego. Inne mniejsze porty to: Teriberka, Indiga, Narjan-Mar w Rosji oraz Vardø, Vadsø i Kirkenes w Norwegii.

### Przemysł wydobywczy
Wydobywanie gazu ziemnego rozpoczęto już w latach 70. Odkryto je na obszarach wód norweskich, jak i rosyjskich. Pierwsze duże pole gazowe „Snøhvit” znajduje się w sektorze norweskim. Najbardziej zasobne złoże gazu „Sztokman” znajduje się w sektorze rosyjskim i jest eksploatowane przez „Gazprom”. Trwają spory terytorialne pomiędzy Norwegią a Rosją, dotyczące rozgraniczenia Morza Barentsa.

Bazy Floty Północnej

## Znaczenie strategiczne
Morze Barentsa – ze względu na swe położenie i istnienie niezamarzających wód jest poligonem i bazą Floty Północnej, w tym podwodnych okrętów atomowych, nosicieli broni jądrowej. Główne bazy wojenne są miastami zamkniętymi: są to Siewieromorsk, gdzie znajduje się główny skład amunicji, Poliarnyj – główna baza floty oraz duża stocznia morska „Szkwał” oraz Widiajewo.